# André Vallerand
Pour les articles homonymes, voir Vallerand.
André Vallerand (Québec, 9 juin 1940 - ) est un économiste homme politique québécois. Il était le député libéral de Crémazie à l'Assemblée nationale du Québec de 1985 à 1994. Il a occupé plusieurs postes ministériels dans les gouvernements de Robert Bourassa et de Daniel Johnson (fils)
Né à Québec, le 9 juin 1940, M. Vallerand poursuit des études en économie à l'Université Concordia de Montréal, où il obtiendra un baccalauréat et une maîtrise en 1970.
Dans les années 1970, il est économiste-consultant et chargé de cours dans des universités. Il entre ensuite au service de la firme d'ingénieurs-conseils SNC et devient directeur général d'une de ses filiales, spécialisée dans le domaine de la formation technique.
Il entre en politique lors de l'élection générale québécoise de 1985 et devient successivement ministre délégué aux Petites et Moyennes entreprises (1985-1988), ministre délégué aux Affaires internationales (1988), ministre des Approvisionnements et Services (1988-1989) et ministre du Tourisme (1989-1994) dans le second gouvernement de Robert Bourassa. Il a également occupé le poste de ministre du Revenu dans le gouvernement de Daniel Johnson (fils) en 1994.
De 1998 à 2001, il est le président directeur-général de l'Institut canadien du tourisme et du commerce électronique. Depuis février 2007, il est le président du nouveau Centre Mondial d'Excellence des Destinations affilié à l'Organisation mondiale du tourisme dont le siège social est à Montréal.
Le fonds d’archives André Vallerand est conservé au centre d’archives de Québec de Bibliothèque et Archives nationales du Québec.